# هاكون ماير
هاكون ماير هو سياسي نرويجي، ولد في 11 مارس 1896 في أوسلو في النرويج، وتوفي في 23 أكتوبر 1989 في مالمو في السويد. نشط حزبياً في حزب العمال والتجمع الوطني.